# پروهورمون آندروژن
پروهورمون آندروژن(به انگلیسی: androgen prohormone) یا پروآندروژن (به انگلیسی: pro-androgen) نوعی از پروهورمون هستند که بر روی افزایش سطح هورمون تستوسترون بدن مؤثر می‌باشند. عملکرد پروآندروژنها بدینگونه است که از قسمت قدامی غده هیپوفیز در مغز هورمونهایی ترشح می‌شوند، دو نوع از این هورمون‌ها fsh و lh هستند که روی بیضه‌ها اثر می‌کنند و باعث افزایش تعداد اسپرم و سطح تستوسترون در بیضه‌ها می‌گردند. اگر میزان اسپرم سازی کم شود یا سطح تستوسترون بدن پایین بیاید، هیپوفیز با افزایش fsh و lh دوباره آن را تنظیم می‌کند. هیپوفیز هم در این زمینه تحت تأثیر ترشح هورمون آزادکننده گنادوتروپین‌ها (GnRH) از هیپوتالاموس می‌باشد. پروهورمون‌هایی که روی سیستم هورمونی تستوسترون بدن اثر می‌کنند باعث افزایش ترشح fsh و lh می‌شوند. برای مقابله با مشکلات و جلوگیری از بروز عوارض کم شدن سطح تستوسترون پروهورمون‌های تستوستورن تولید می‌شوند، این ترکیبات دارای عوارضی جانبی مشابه با استروئیدهای آنابولیک و حتی شدیدتر از آنها هستند. سومصرف ترکیبات پروهورمون از سوی سازمان جهانی مبارزه با دوپینگ ممنوع اعلام شده‌است.